# The Face or the Voice
The Face or the Voice è un cortometraggio muto del 1912. Il nome del regista non viene riportato nei credit del film che ha come interpreti Maurice Costello, Florence Turner, Leah Baird e Tom Powers.
Prodotto dalla Vitagraph, il film fu distribuito negli Stati Uniti e nel Regno Unito.

## Produzione
Il film fu prodotto dalla Vitagraph Company of America.

## Distribuzione
Distribuito dalla General Film Company, il film - un cortometraggio in una bobina - uscì nelle sale cinematografiche statunitensi il 5 novembre 1912 e in quelle del Regno Unito il 13 febbraio 1913.